# Antoine Fouquet
Antoine Fouquet (* 11. April 1979) ist ein französischer Biologe und Herpetologe, der vornehmlich über die neotropische Herpetofauna forscht und sich früher auch den Neuseeländischen Urfröschen widmete.

## Leben
Fouquet wuchs in Westfrankreich auf und entwickelte bereits in seiner Kindheit eine Faszination für die Frösche und Molche in den Teichen rund um das Haus seiner Eltern. 1997 erwarb er das Baccalaureat général. Im Jahr 2000 erhielt er das technische Diplom Brevet de Technicien Supérieur Agricole (BTSA) in Naturschutz und -management. Im Jahr 2002 machte er seinen Bachelor-Abschluss an der Universität Poitiers. Danach reiste er nach Costa Rica. 
Im Rahmen seines Masterstudiums hatte er im Jahr 2003 einen dreimonatigen Forschungsaufenthalt in Französisch-Guayana, wobei er Studien über die Fortpflanzungsbiologie von Ameerega hahneli in Zusammenarbeit mit dem Labor für allgemeine Ökologie des Nationalmuseums für Naturgeschichte in Brunoy im Réserve naturelle nationale des Nouragues durchführte. Im selben Jahr legte er seine Masterarbeit Reproductive behaviour, territoriality and vocalisation activity of Epipedobates hahneli (Anura, Dendrobatidae) in French Guiana an der Universität Poitiers vor und wechselte an das Labor des Institut méditerranéen de biodiversité et d’ecologie marine et continentaledie (Imbe) der Universität Aix-Marseille, wo er bis 2004 unter der Leitung von André Gilles an einem Forschungsprojekt über die Artenvielfalt, die Phylogeographie und Systematik der Froschlurche von Französisch-Guayana unter Verwendung molekularer Daten mitwirkte. Fouquet lernte die Grundlagen des Labors kennen und konzentrierte sich auf die Artkomplexe Scinax ruber und Rhinella margaritifera. Im selben Zeitraum studierte er unter der Leitung von Jérôme Casas Biologie, Evolution und Populationskontrolle an der Universität Tours, wo er das Diplôme d’études approfondies (DEA) erhielt. 
Ab 2005 absolvierte er sein Doktoratsstudium an der Universität der Provence Aix-Marseille I und an der University of Canterbury in Neuseeland, wo er 2008 unter der Leitung von Neil Gemmell mit der Dissertation Diversity and phylogeography of eastern Guiana Shield frogs zum Ph.D. in Biologie promoviert wurde. Er unternahm einige Exkursionen nach Französisch-Guayana, Suriname und in den brasilianischen Bundesstaat Amapá, wo er den Herpetologen Miguel Trefaut Rodrigues kennenlernte. Während seiner anschließenden Postdoc-Phase führte Fouquet ein fünfmonatiges Forschungsprojekt über die Phylogeographie und den Artenschutz des Hochstetter-Froschs (Leiopelma hochstetteri) durch, über dessen molekulare Ökologie er ursprünglich seine Doktorarbeit schreiben wollte. 
Von 2008 bis 2009 war er Lehrer (ATER, Attaché temporaire d’enseignement et de recherche) und wissenschaftlicher Assistent bei einem Forschungsprojekt über paläarktische Fische der Universität Aix-Marseille. Von 2009 bis 2011 hatte er einen zweijährigen Postdoc-Aufenthalt an der Universidade de São Paulo in Brasilien, der von der Fundação de Amparo à Pesquisa do Estado de São Paulo (FAPESP) gefördert wurde. In Zusammenarbeit mit Miguel Trefaut Rodrigues verwirklichte er ein groß angelegtes Forschungsprojekt über die Gattung Adenomera. 
Von 2012 bis 2018 war er Forschungsbeauftragter (CR, Chargé de recherche) im Laboratoire ecologie, evolution, interactions des systèmes amazoniens (Leeisa) des Centre national de la recherche scientifique (CNRS) und des Institut français de recherche pour l’exploitation de la mer (Ifremer) an der Université de Guyane in Cayenne, Französisch-Guayana. Dort führte er eine populationsgenetische Studie über Adenomera andreae am Approuague durch. 
Seit 2018 ist er wissenschaftlicher Mitarbeiter im Laboratoire Évolution et Diversité Biologique an der Universität Paul Sabatier in Toulouse.
Fouquet ist auf die Systematik, Phylogeographie, Biogeographie und Evolution neotropischer Frösche spezialisiert, interessiert sich jedoch im Allgemeinen für alle Aspekte ihrer Biologie. Eines seiner Forschungsprojekte befasst sich mit dem Vergleich der Diversifikationsmuster verschiedener Gruppen von Froschlurchen aus dem Amazonasgebiet.

## Erstbeschreibungen von Antoine Fouquet
Amphibien
- Adelophryne glandulata Lourenço de Moraes, Ferreira, Fouquet & Bastos, 2014
- Adenomera amicorum Carvalho, Moraes, Lima, Fouquet, Peloso, Pavan, Drummond, Rodrigues, Giaretta, Gordo, Neckel-Oliveira & Haddad, 2021
- Adenomera aurantiaca Carvalho, Moraes, Lima, Fouquet, Peloso, Pavan, Drummond, Rodrigues, Giaretta, Gordo, Neckel-Oliveira & Haddad, 2021
- Adenomera gridipappi Carvalho, Moraes, Lima, Fouquet, Peloso, Pavan, Drummond, Rodrigues, Giaretta, Gordo, Neckel-Oliveira & Haddad, 2021
- Adenomera inopinata Carvalho, Moraes, Lima, Fouquet, Peloso, Pavan, Drummond, Rodrigues, Giaretta, Gordo, Neckel-Oliveira & Haddad, 2021
- Adenomera kayapo Carvalho, Moraes, Lima, Fouquet, Peloso, Pavan, Drummond, Rodrigues, Giaretta, Gordo, Neckel-Oliveira & Haddad, 2021
- Adenomera tapajonica Carvalho, Moraes, Lima, Fouquet, Peloso, Pavan, Drummond, Rodrigues, Giaretta, Gordo, Neckel-Oliveira & Haddad, 2021
- Allobates ripicolus Fouquet, Ferrão & Jairam, 2023
- Allobates vicinus Fouquet, Ferrão & Jairam, 2023
- Amazophrynella Fouquet, Recoder, Teixeira, Cassimiro, Amaro, Camacho, Damasceno, Carnaval, Moritz & Rodrigues, 2012
- Amazophrynella moisesii Rojas-Zamora, Fouquet, Ron, Hernández-Ruz, Melo-Sampaio, Chaparro, Vogt, Carvalho, Pinheiro, Ávila, Farias, Gordo & Hrbek, 2018
- Amazophrynella siona Rojas-Zamora, Fouquet, Ron, Hernández-Ruz, Melo-Sampaio, Chaparro, Vogt, Carvalho, Pinheiro, Ávila, Farias, Gordo & Hrbek, 2018
- Amazophrynella teko Rojas-Zamora, Fouquet, Ron, Hernández-Ruz, Melo-Sampaio, Chaparro, Vogt, Carvalho, Pinheiro, Ávila, Farias, Gordo & Hrbek, 2018
- Amazophrynella xinguensis Rojas-Zamora, Fouquet, Ron, Hernández-Ruz, Melo-Sampaio, Chaparro, Vogt, Carvalho, Pinheiro, Ávila, Farias, Gordo & Hrbek, 2018
- Anomaloglossus apiau Fouquet, Souza, Nunes, Kok, Curcio, Carvalho, Grant & Rodrigues, 2015
- Anomaloglossus blanci Fouquet, Vacher, Courtois, Villette, Reizine, Gaucher, Jairam, Ouboter & Kok, 2018
- Anomaloglossus dewynteri Fouquet, Vacher, Courtois, Villette, Reizine, Gaucher, Jairam, Ouboter & Kok, 2018
- Anomaloglossus mitaraka Fouquet, Vacher, Courtois, Deschamps, Ouboter, Jairam, Gaucher, Dubois & Kok, 2019
- Anomaloglossus saramaka Fouquet, Jairam, Ouboter & Kok, 2020
- Anomaloglossus tepequem Fouquet, Souza, Nunes, Kok, Curcio, Carvalho, Grant & Rodrigues, 2015
- Anomaloglossus vacheri Fouquet, Jairam, Ouboter & Kok, 2020
- Boana courtoisae Fouquet, Marinho, Réjaud, Carvalho, Caminer, Jansen, Rainha, Rodrigues, Werneck, Lima, Hrbek, Giaretta, Venegas, Chávez & Ron, 2021
- Boana diabolica (Fouquet, Martinez, Zeidler, Courtois, Gaucher, Blanc, Lima, Souza, Rodrigues & Kok, 2016)
- Boana eucharis Fouquet, Marinho, Réjaud, Carvalho, Caminer, Jansen, Rainha, Rodrigues, Werneck, Lima, Hrbek, Giaretta, Venegas, Chávez & Ron, 2021
- Boana platanera La Marca, Escalona, Castellanos, Rojas-Runjaic, Crawford, Señaris, Fouquet, Giaretta & Castroviejo-Fisher, 2021
- Brasilotyphlus dubium Correia, Nunes, Gamble, Maciel, Marques-Souza, Fouquet, Rodrigues & Mott, 2018
- Caligophryne Fouquet, Kok, Recoder, Prates, Camacho, Marques-Souza, Ghellere, McDiarmid & Rodrigues, 2024
- Caligophryne doylei Fouquet, Kok, Recoder, Prates, Camacho, Marques-Souza, Ghellere, McDiarmid & Rodrigues, 2024
- Caligophrynidae Fouquet, Kok, Recoder, Prates, Camacho, Marques-Souza, Ghellere, McDiarmid & Rodrigues, 2024
- Chiasmocleis jacki Fouquet, Rodrigues & Peloso, 2022
- Cycloramphus organensis Weber, Verdade, Salles, Fouquet & Carvalho-e-Silva, 2011
- Dendropsophus arndti Caminer, Milá, Jansen, Fouquet, Venegas, Chávez, Lougheed & Ron, 2017
- Dendropsophus counani Fouquet, Orrico, Ernst, Blanc, Martinez, Vacher, Rodrigues, Ouboter, Jairam & Ron, 2015
- Dendropsophus vraemi Caminer, Milá, Jansen, Fouquet, Venegas, Chávez, Lougheed & Ron, 2017
- Hylophorbus lengguru Ferreira, Kraus, Richards, Oliver, Günther, Trilaksono, Arida, Hamidy, Riyanto, Tjaturadi, Thébaud, Gaucher & Fouquet, 2023
- Hylophorbus maculatus Ferreira, Kraus, Richards, Oliver, Günther, Trilaksono, Arida, Hamidy, Riyanto, Tjaturadi, Thébaud, Gaucher & Fouquet, 2023
- Hylophorbus monophonus Ferreira, Kraus, Richards, Oliver, Günther, Trilaksono, Arida, Hamidy, Riyanto, Tjaturadi, Thébaud, Gaucher & Fouquet, 2023
- Leptodactylus fremitus Carvalho, Fouquet, Lyra, Giaretta, Costa-Campos, Rodrigues, Haddad & Ron, 2022
- Neblinaphryne Fouquet, Kok, Recoder, Prates, Camacho, Marques-Souza, Ghellere, McDiarmid & Rodrigues, 2024
- Neblinaphryne mayeri Fouquet, Kok, Recoder, Prates, Camacho, Marques-Souza, Ghellere, McDiarmid & Rodrigues, 2024
- Neblinaphrynidae Fouquet, Kok, Recoder, Prates, Camacho, Marques-Souza, Ghellere, McDiarmid & Rodrigues, 2024
- Pristimantis campinarana Mônico, Ferrão, Moravec, Fouquet & Lima, 2023
- Pristimantis crepitaculus Fouquet, Peloso, Jairam, Lima, Mônico, Ernst & Kok, 2022
- Pristimantis espedeus Fouquet, Martinez, Courtois, Dewynter, Pineau, Gaucher, Blanc, Marty & Kok, 2013
- Pristimantis guianensis Mônico, Ferrão, Chaparro, Fouquet & Lima, 2022
- Rhinella lescurei Fouquet, Gaucher, Blanc & Vélez-Rodriguez, 2007
- Rhinella martyi Fouquet, Gaucher, Blanc & Vélez-Rodriguez, 2007
- Synapturanus ajuricaba Fouquet, Leblanc, Fabre, Rodrigues, Menin, Courtois, Dewynter, Hölting, Ernst, Peloso & Kok, 2021
- Synapturanus mesomorphus Fouquet, Leblanc, Fabre, Rodrigues, Menin, Courtois, Dewynter, Hölting, Ernst, Peloso & Kok, 2021
- Synapturanus zombie Fouquet, Leblanc, Fabre, Rodrigues, Menin, Courtois, Dewynter, Hölting, Ernst, Peloso & Kok, 2021

Reptilien
- Atractus aboiporu Melo-Sampaio, Passos, Fouquet, Costa-Prudente & Torres-Carvajal, 2019
- Atractus dapsilis Melo-Sampaio, Passos, Fouquet, Costa-Prudente & Torres-Carvajal, 2019
- Atractus trefauti Melo-Sampaio, Passos, Fouquet, Costa-Prudente & Torres-Carvajal, 2019
- Iphisa brunopereira Mello, Recoder, Fouquet, Rodrigues & Nunes, 2023
- Iphisa dorothy Mello, Recoder, Fouquet, Rodrigues & Nunes, 2023
- Iphisa munduruku Mello, Recoder, Fouquet, Rodrigues & Nunes, 2023
- Iphisa pellegrino Mello, Recoder, Fouquet, Rodrigues & Nunes, 2023
- Iphisa surui Mello, Recoder, Fouquet, Rodrigues & Nunes, 2023
- Neusticurus arekuna Kok, Bittenbinder, Van den Berg, Marques-Souza, Sales-Nunes, Laking, Teixeira Jr, Fouquet, Means, MacCulloch & Rodrigues, 2018
- Siagonodon exiguum Martins, Folly, Nunes Ferreira, Garcia da Silva, Koch, Fouquet, Machado, Lopes, Pinto, Rodrigues, Passos, 2023